# Орден Святителя Иннокентия, митрополита Московского и Коломенского
Орден Святителя Иннокентия, митрополита Московского и Коломенского — орден Русской православной церкви.

## История

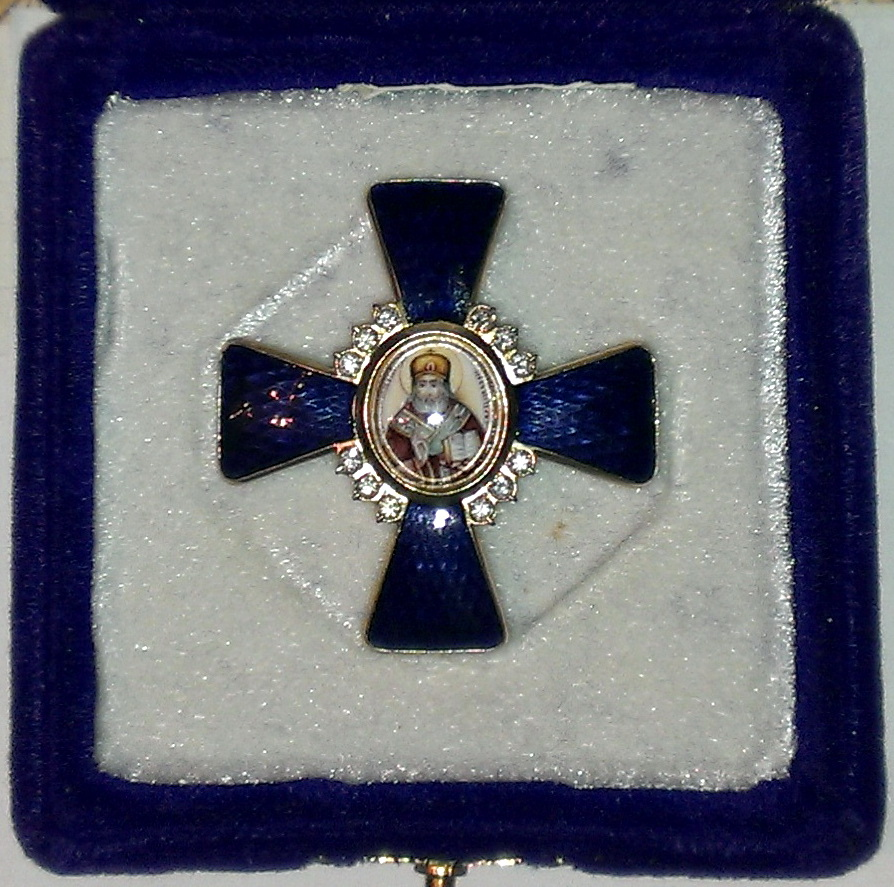
Орден Святителя Иннокентия митрополита Московского и Коломенского II степени

- Учрежден определением Патриарха Московского и всея Руси Алексия II и Священного синода Русской православной церкви от 28 декабря 1996 года в ознаменование 200-летия со дня рождения православного миссионера святителя Иннокентия (Ивана Евсеевича Попова-Вениаминова), митрополита Московского и Коломенского.
- В феврале 1999 года орден I степени вручен Патриарху Алексию II — за первосвятительские труды на благо Русской Церкви[1].
- В сентябре 2008 года орден I степени вручён Аману Тулееву — за большое внимание и огромный личный вклад в возрождение православной культуры на Кузбасской Земле

## Статут ордена

### Основания для награждения
Орденом награждаются духовные и светские лица:
- за успешную работу и просветительскую деятельность в миссионерских отделах, духовных учебных заведениях, в средствах массовой информации, государственных и муниципальных образовательных учреждениях,
- за деятельность по реабилитации пострадавших от тоталитарных сект.

Орденом I степени награждаются:
- Предстоятели и иерархи Русской православной церкви — за миссионерское и просветительское служение
- Предстоятели и иерархи Поместных православных церквей — за миссионерское и просветительское служение
- Видные государственные и общественные деятели — за оказание помощи в миссионерском служении.

Орденом II и III степени награждаются иерархи, клирики и миряне — за миссионерское и просветительское служение.

### Степени ордена
Орден имеет три степени, при награждении вручается знак ордена и грамота.

### Правила ношения
Орден носится на левой стороне груди, и при наличии других орденов Русской православной церкви располагается вслед за орденом преподобного Серафима Саровского.

## Описание ордена

### I степень
Знак ордена I степени представляет собой восьмиконечную слегка выпуклую серебряную с позолотой звезду, образованную лучами, исходящими из центра. В центре звезды расположен круглый медальон с позолоченным изображением миссионерского символа (восьмиконечный крест, возвышающийся над раскрытым Евангелием) на белом эмалевом фоне. Вокруг медальона темно-синий эмалевый поясок с надписью позолоченными буквами по окружности: «За миссионерские труды».

### II степень
Знак ордена II степени представляет собой серебряный золоченый четырёхконечный крест с расширяющимися концами и покрытый голубой эмалью. В центре креста овальное поясное изображение святителя Иннокентия, выполненное в технике «Ростовской финифти». Правая рука святителя — благословляющая, в левой — раскрытое Евангелие. Изображение окаймлено выпуклым позолоченным пояском. Между ветвями креста расположены 12 фианитов.

### III степень
Знак ордена III степени аналогичен знаку II степени, но в центре серебряного креста, в овале, образованном серебряным лавровым венком, расположен серебряный миссионерский символ (восьмиконечный крест, возвышающийся над раскрытым Евангелием) на фоне темно-синей эмали. Фианиты между ветвями креста отсутствуют.